# Bruno Damiani
Bruno Damiani Píriz (Montevideo, 18 aprile 2002) è un calciatore uruguaiano, attaccante del Philadelphia Union.

## Caratteristiche tecniche
Gioca come centravanti.

## Carriera

### Club
Damiani è cresciuto nel settore giovanile del Nacional ed ha debuttato in prima squadra il 1º aprile 2023 nel clásico di Primera División perso 2-0 contro il Peñarol. Ha segnato il suo primo gol in carriera il 7 giugno seguente in Coppa Libertadores contro l'Internacional, fissando il punteggio sull'1-1 a pochi minuti dalla fine e consentendo al club di qualificarsi per gli ottavi di finale.
Il 19 gennaio 2024 è stato ceduto in prestito per una stagione al Boston River.

### Nazionale
Nel 2024 ha esordito in nazionale.

## Statistiche

### Presenze e reti nei club
Statistiche aggiornate al 29 aprile 2024.
| Stagione        | Squadra         | Campionato      | Campionato | Campionato | Coppe nazionali | Coppe nazionali | Coppe nazionali | Coppe continentali | Coppe continentali | Coppe continentali | Altre coppe | Altre coppe | Altre coppe | Totale | Totale | Totale |
| Stagione        | Squadra         | Comp            | Pres       | Reti       | Comp            | Pres            | Reti            | Comp               | Pres               | Reti               | Comp        | Pres        | Reti        | Pres   | Reti   |        |
| --------------- | --------------- | --------------- | ---------- | ---------- | --------------- | --------------- | --------------- | ------------------ | ------------------ | ------------------ | ----------- | ----------- | ----------- | ------ | ------ | ------ |
| 2023            | Nacional        | PD              | 14         | 1          | CU              | 0               | 0               | CS                 | 6                  | 1                  |             | -           | -           | 20     | 2      |        |
| 2024            | Boston River    | PD              | 9          | 2          | CU              | 1               | 0               |                    | -                  | -                  |             | -           | -           | 10     | 2      |        |
| Totale carriera | Totale carriera | Totale carriera | 23         | 3          |                 | 1               | 0               |                    | 6                  | 1                  |             | -           | -           | 30     | 4      |        |

## Palmarès
- Supercopa Uruguaya: 1

Nacional: 2025